# Нишел
Нишел или Големо Нишел (на гръцки: Νησέλι, Нисели, катаревуса: Νησέλιον, Ниселион) е село в Република Гърция, дем Александрия, област Централна Македония.

## География
Селото е разположено в областта Урумлък (Румлуки), на 5 km южно от Александрия (Гида), на 10 m надморска височина на левия бряг на Бистрица (Алиакмонас).

## История

### В Османската империя
В XIX век Нишел е село в Берска каза на Османската империя. Александър Синве („Les Grecs de l’Empire Ottoman. Etude Statistique et Ethnographique“) в 1878 година пише, че в Нисели (Nisséli), Камбанийска епархия, живеят 250 гърци. В 1900 година според Васил Кънчов („Македония. Етнография и статистика“) в Голѣмо Нишелъ (Биюкъ Ай-неселъ, Ниши) живеят 265 българи християни. Кънчов пише: 
| „ | Една ивица отъ български чифлици се спуща край десния брѣгъ на Бистрица до морето. Обаче и тя е изложена на погръчанье и селата Либеново, Миленово, Нисель, Гусалъ, Пископа сѫ двоезични. | “ |

Същите са данните и на секретаря на Българската екзархия Димитър Мишев („La Macédoine et sa Population Chrétienne“) в 1905 година в Големо Нишел (Golemo-Nichal Beyouk-Aï-Nessel, Nichi) живеят 265 българи патриаршисти гъркомани.

### В Гърция
През Балканската война в 1912 година в селото влизат гръцки части и след Междусъюзническата в 1913 година Нишел остава в Гърция.
В „Етнография на Македония“, издадена в 1924 година, Густав Вайганд описва Низел като смесено българско село на българо-гръцката езикова граница:
| „ | Южно от Бистрица само селата Либаново (което освен това има също и турски жители) и Милово имат наред с гръцкото също и българско население. Чисто българско е и селото Низел, но тряба да се отбележи, че това не е остатък от някогашното българско население, а хората са се заселили там от север едва в последните десетилетия. Гопчевич обозначава още едно българско – Лонджонос, което трябва да се зачеркне; в разрушените колиби обитават само през зимата аромъни овчари. | “ |

След Първата световна война в 1922 година, тъй като селото е било чифлигарско, в него властите заселват гърци бежанци. В 1928 година Нисел е смесено местно-бежанско селище с 22 бежански семейства и 86 жители бежанци. Селото произвежда памук, захарно цвекло, пшеница.
| Година    | 1913 | 1920 | 1928 | 1940 | 1951 | 1961 | 1971 | 1981 | 1991 | 2001 | 2011 | 2021 |
| --------- | ---- | ---- | ---- | ---- | ---- | ---- | ---- | ---- | ---- | ---- | ---- | ---- |
| Население | 260  | 279  | 338  | 559  | 658  | 781  | 761  | 794  | 791  | 733  | 653  | 560  |

## Личности
Родени в Нишел
- Димитриос Полизопулос (1880 - 1912), гръцки андартски деец